# 扎克·格林基
扎克·葛蘭基（Zack Greinke，全名：Donald Zackary Greinke ，綽號憂鬱賽揚、Z魔神，1983年10月21日—），出生於佛州奧蘭多，是一位美國職棒大聯盟的先發投手。

## 高中及小聯盟時期
高中時期為游擊手，到高中最後一年轉成投手，2002年在被評選為佳得樂國家年度最佳球員之後，格林基在2002年的選秀大會中被堪薩斯市皇家在第一輪選中（同時他還拒絕了克萊姆森大學的獎學金）。2003年格林基在皇家隊小聯盟高階1A的威明頓藍岩和威奇塔牛仔中度過，這一年他投出了15勝4敗、防禦率1.94的優異成績，並獲得了皇家隊小聯盟年度最佳球員以及體育新聞雜志評選的小聯盟年度最佳球員的榮譽。

## 大聯盟生涯

### 堪薩斯市皇家

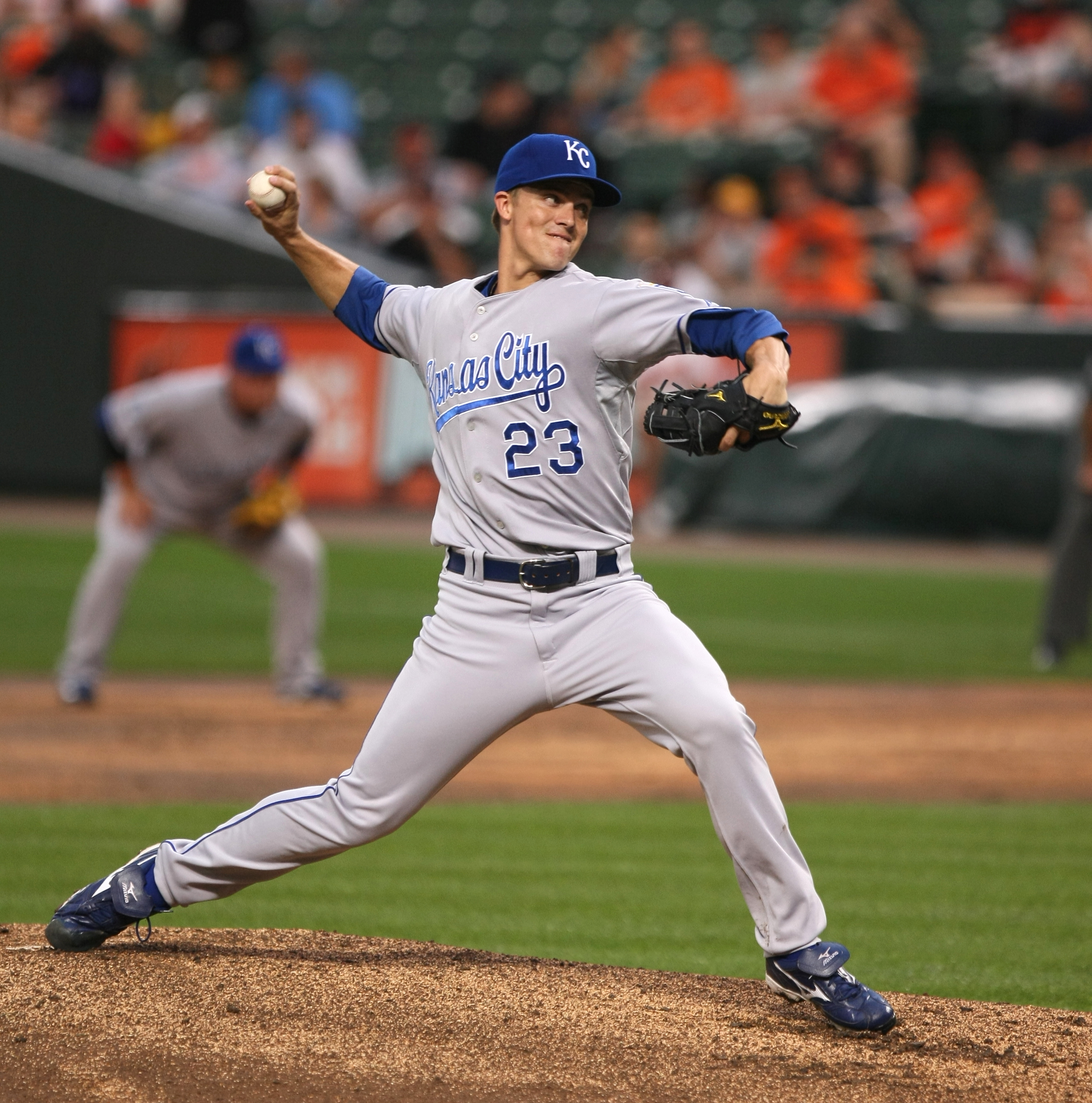
葛蘭基在2009年獲得生涯第一次賽揚獎

2004年5月22日格林基完成了他在大聯盟的初登板，在對奧克蘭運動家的比賽中，他主投5局失2分，吞下敗投。這個賽季他在大聯盟投出了8勝11敗、防禦率3.97的成績，在年度最佳新秀的評選中名列第四。
2005年賽季對於格林基來說是不理想的一年，這個賽季他僅投出了5勝17敗、防禦率5.80的成績。不過他在這一年6月10日客場對亞利桑那響尾蛇的跨聯盟比賽中從Russ Ortiz的手中擊出一支全壘打，這也是他在大聯盟的首支安打。
由於個人精神上的原因，格林基在2006年2月提前離開了春訓營。之後發現他患有社交恐懼症和憂鬱症。因此他遠離棒球場進行治療，直到賽季末才返回大聯盟。
2007年格林基重回皇家隊先發輪值表，但開季的成績並不理想，因此他在5月份被送到牛棚。作為中繼投手，他投出了4勝1敗、防禦率3.54的成績，他在季末又回到了先發的位置。2008年格林基站穩了先發的位置，在32場的先發中投了202.1局，拿下13勝10敗、防禦率3.47的成績，並榮膺當時隊中的三振王及防禦率王。賽季結束後他和球隊簽下了四年價值3800萬美元的合約。
格林基在2009年取得夢幻般的開局，他主投的前24局比賽都沒有失分，加上上賽季末段的14局未失分，他創造了連續38局未失分的紀錄，而且這一分還不是自責分，因此，他的無自責分紀錄得以延續到了開季第29局，也就是跨季連續43局。由於其出色的表現，他獲得了美聯4月最佳投手的榮譽，並登上了體育畫報的封面，這也是自1993年David Cone以來第一位登上這本雜志封面的皇家球員。2009年8月26日格林基對克里夫蘭印地安人隊主投8局，投出15次三振。
格林基在2009年11月17日，獲得了美國聯盟賽揚獎。

### 密爾瓦基釀酒人

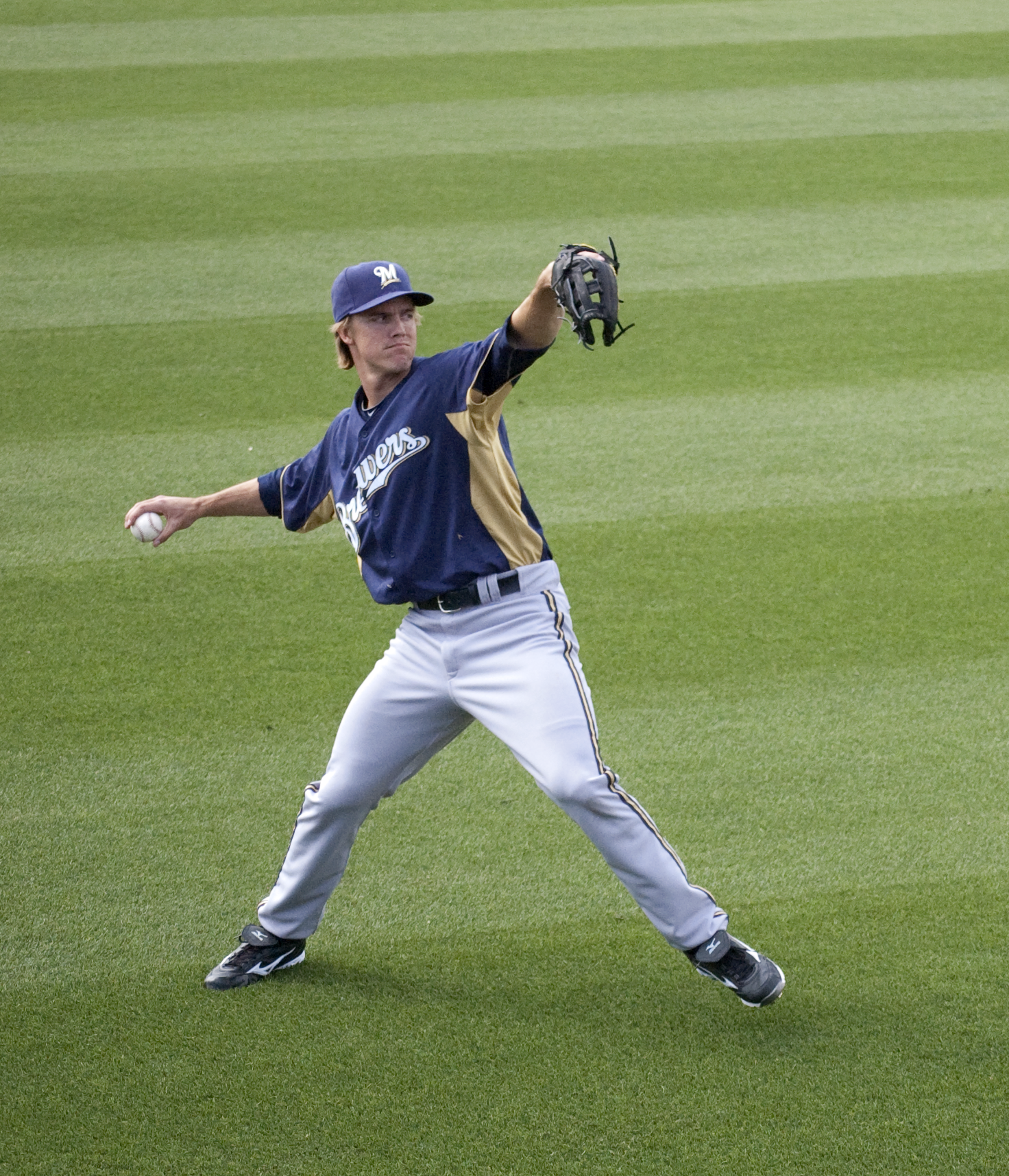
葛蘭基2011年在釀酒人隊時

2010年12月19日，密爾瓦基釀酒人以艾爾西迪斯·艾斯科巴、洛倫佐·肯恩、Jeremy Jeffress及Jake Odorizzi和堪薩斯市皇家交易格林基，同時釀酒人還獲得200萬美金的現金。
2011年球季，格林基因為受傷而缺席的第一個月的比賽。他在5月4日才達成釀酒人隊的初登板。該年他拿下16勝6敗，防禦率3.83，201次三振。他也是釀酒人隊史第5位達成單季200K的投手。而他在主場先發更是完美的拿下11勝0敗。
2012年球季，格林基成為了大聯盟95年來第一位連續先發3場比賽的球員。7月7日，他先發只投了4顆球就遭到主審驅逐出場。隔天他再度先發，不過只投了3局就退場。明星賽過後，他在7月13日再度擔綱先發，這場比賽他投了5局。而前一位連續先發3場比賽的球員已經是1917年的Red Faber了。當時他兩場雙重賽都先發6局，隔天的比賽依舊擔任先發，甚至拿下完投勝。
總計該年球季，格林基在釀酒人隊先發21場，拿下9勝3敗，防禦率3.44與120次三振的成績。

### 洛杉磯天使
僅管他在釀酒人隊表現不錯，不過球隊在季後賽卻走不遠。因此釀酒人隊在2012年球季中將格林基交易至天使，換來新秀Jean Segura、兩名投手Ariel Peña和強尼·海勒維格。7月29日是格林基在天使隊的第一次先發。而他在8月19日之後，連續四場先發都投了至少7局，而且失分都不超過2分。
9月25日，他只投了5局就送出13次三振。最後他與其他的牛棚投手合力達成9局20次三振的紀錄。總計他在天使隊先發13場，6勝2敗，防禦率3.53。合計他整年拿下15勝5敗，防禦率3.48，並送出200次三振。

### 洛杉磯道奇
2012年12月10日與道奇簽下6年1億4700萬美元合約，正式成為當時史上最高薪投手，2013年被費利克斯·赫南德茲7年1.75億美元的延長合約超越，賈斯丁·韋蘭德七年1億8000萬美金的延長合約超越，2014年被克萊頓·克蕭七年2億1500萬美金超越，成為史上第4大投手合約，平均年薪2450萬美金為投手史上第5高。。
2015年球季，6月14到7月26中間先發7場比賽,締造連續45.2局連續無失分,是大聯盟近27年來最佳成績，史上最高連續無失分局數為59局，被認為是大聯盟史上最難被破的紀錄之一。

### 亞利桑那響尾蛇

#### 2016年
2015年12月4日，格林基與響尾蛇簽下6年2億650萬美元的天價合約，平均年薪也超過大衛·普萊斯，成為聯盟史上最高年薪投手。
然而，在簽下大約後，2016年格林基受到傷勢困擾，雖然還是繳出13W7L，但ERA卻是睽違10年再度超過4。而以他為首的投手傷兵群，讓響尾蛇的先發輪值殘缺不堪。縱使有毒牙打線，依舊難以在國西有一番作為。

#### 2017年
2017年球季，格林基投出符合身價的成績，加上另外4位年輕好手，幫助響尾蛇鹹魚大翻身，取得國聯外卡。
外卡驟死賽於主場迎戰落磯，雖然格林基在4上被落磯打退場，靠著打線護航還是取得挑戰道奇的機票。但在NLDS第3戰，苦等不到火力支援的格林基被達比修有比下去，最後承擔敗戰，響尾蛇遭到橫掃。

#### 2018年-2019年
2018年他再一次入選明星賽。總計他拿下15勝11敗，防禦率3.21。球季結束後，他拿下個人連續第5座金手套獎。
2019年4月2日，格林基單場擊出雙響砲，並且送出10次三振，幫助球隊8比5贏球。在他被交易前，他在響尾蛇隊拿下10勝4敗，防禦率2.90。

### 休士頓太空人
2019年7月31日，太空人用4名潛力新秀向響尾蛇隊交易格林基。他在太空人隊拿下8勝1敗，防禦率3.02。總計他拿下18勝5敗，防禦率2.93。他在2019年世界大賽的第3場與第7場先發，其中第7場他更是先發6局只被擊出2支安打失2分。不過牛棚未能守住領先，最終遭到國民隊逆轉。而這場敗仗也使得總教練提前將格林基換下去的決定受到了質疑。

## 私人生活
格林基的妻子是2008年美國代托納比奇小姐（Miss Daytona Beach USA）艾米麗·庫查（Emily Kuchar）。他們是在高中的時候認識的，庫查還曾是達拉斯牛仔的拉拉隊成員。

## 球技表現與其它記事

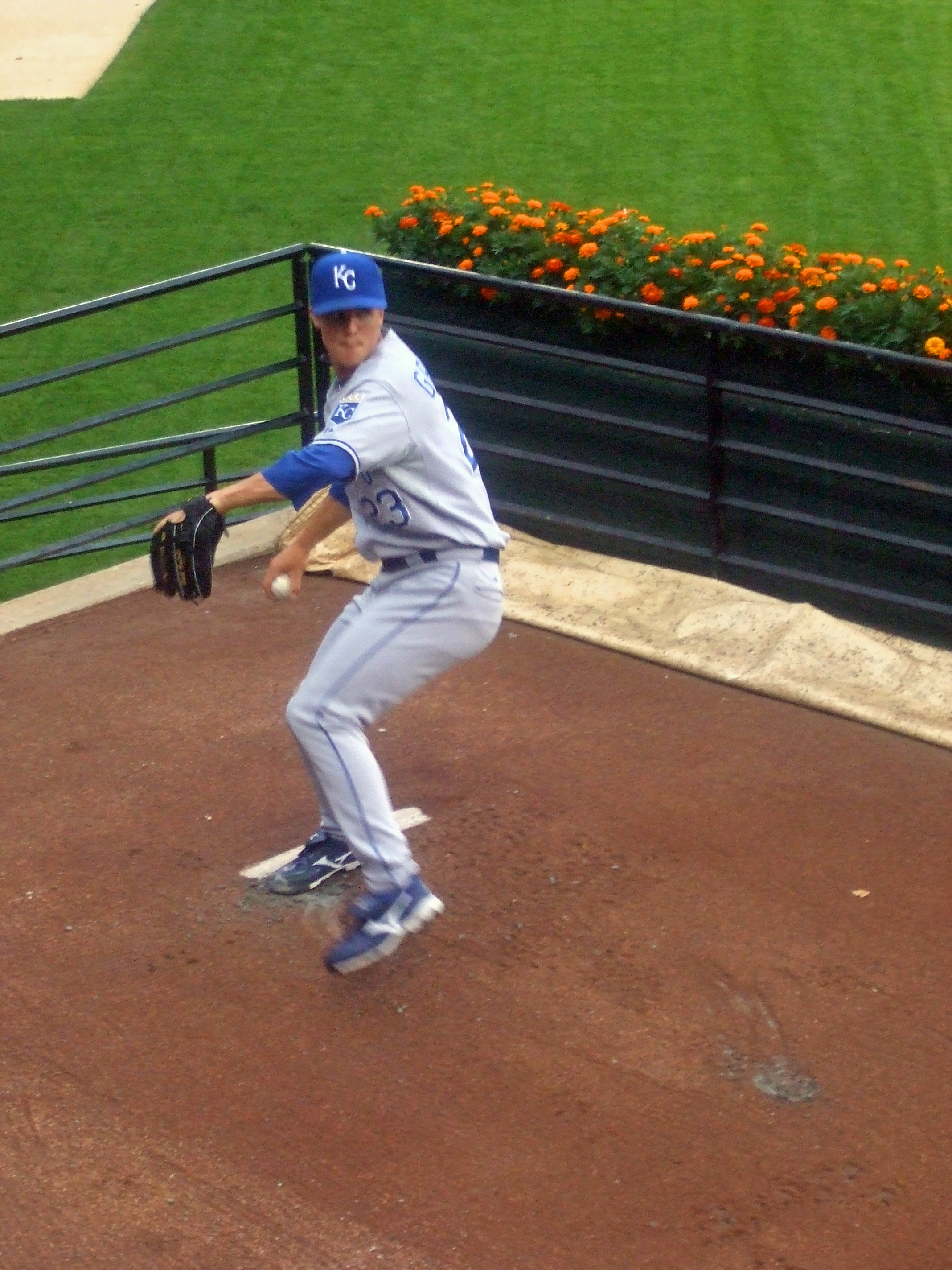

- 2002年-被評選為佳得樂國家年度最佳球員。
- 2002年-於選秀中的第一輪被皇家隊挑中。
- 2003年-獲得皇家隊小聯盟年度最佳球員以及體育新聞雜志評選的小聯盟年度最佳球員等獎項。
- 2004年-大聯盟初登板，5局失2分的表現雖然精彩，但仍吞敗。
- 2004年-以8勝11負防禦率3.97的佳績，票選為年度最佳新秀的第四名。
- 2005年-從響尾蛇隊投手－奧提茲手中敲出生涯第一支全壘打，同時也是他在大聯盟的第一支安打。
- 2006年-罹患憂鬱症及社交恐懼症因而離隊接送治療。
- 2007年-被調度至牛棚。
- 2008年-榮膺當時隊中的三振王及防禦率王。
- 2008年-季後簽下4年3800萬的肥約。
- 2009年-成為堪薩斯皇家隊的王牌投手。
- 2009年-創下連續38局先發無失分的紀錄。
- 2009年-創下連續43局先發無自責分紀錄。
- 2009年-挑戰美聯開季七連勝的紀錄失利，而他輸的那場，投八局也只失一分，但因該隊攻擊火力無法發揮，因而吞下敗投，不過六連勝紀錄卻是個人大聯盟生涯新高。
- 2009年-成為大聯盟史上第2位開季先發10場防禦率仍在1之下（0.84）的投手。
- 2009年-拿下4月份最佳投手獎，也成為17年以來，皇家隊第一次有投手登上雜誌封面。
- 2009年-被一個大聯盟專欄的知名作家以2.00的防禦率、及10勝4負的成績，點名為美聯上半季最佳（賽揚獎）的投手。
- 2009年-繳出16勝8敗、防禦率2.16、三振242次、保送51次以及被上壘率1.07的傲人成績，而該年他也得到防禦率王及美國聯盟的賽揚獎。
- 2009年-成為繼佩卓·馬丁尼茲2000年1.74責失以來，美聯自責失分率最好的一位投手。

## 職棒生涯成績
| 年度       | 球團       | 場次 | 先發 | 完投 | 完封 | 勝投 | 敗投 | 救援 | 中繼 | 勝率  | 局數   | 被安打 | 被全壘打 | 保送 | 四壞 | 觸身球 | 三振 | 失分 | 自責分 | 防禦率 | WHIP |
| ---------- | ---------- | ---- | ---- | ---- | ---- | ---- | ---- | ---- | ---- | ----- | ------ | ------ | -------- | ---- | ---- | ------ | ---- | ---- | ------ | ------ | ---- |
| 2004       | KC         | 24   | 24   | 0    | 0    | 8    | 11   | 0    | 0    | .421  | 145.0  | 143    | 26       | 26   | 3    | 8      | 100  | 64   | 64     | 3.97   | 1.17 |
| 2005       | KC         | 33   | 33   | 2    | 0    | 5    | 17   | 0    | 0    | .227  | 183.0  | 233    | 23       | 53   | 0    | 13     | 114  | 125  | 118    | 5.80   | 1.56 |
| 2006       | KC         | 3    | 0    | 0    | 0    | 1    | 0    | 0    | 0    | 1.000 | 6.1    | 7      | 1        | 3    | 2    | 0      | 5    | 3    | 3      | 4.26   | 1.58 |
| 2007       | KC         | 52   | 14   | 0    | 0    | 7    | 7    | 1    | 12   | .500  | 122.0  | 122    | 12       | 36   | 5    | 106    | 3    | 52   | 50     | 3.69   | 1.30 |
| 2008       | KC         | 32   | 32   | 1    | 0    | 13   | 10   | 0    | 0    | .565  | 202.1  | 202    | 21       | 56   | 1    | 4      | 183  | 87   | 78     | 3.47   | 1.28 |
| 2009       | KC         | 33   | 33   | 6    | 3    | 16   | 8    | 0    | 0    | .667  | 229.1  | 195    | 11       | 51   | 0    | 4      | 242  | 64   | 55     | 2.16   | 1.07 |
| 2010       | KC         | 33   | 33   | 3    | 0    | 10   | 14   | 0    | 0    | .417  | 220.0  | 219    | 18       | 55   | 1    | 7      | 181  | 114  | 102    | 4.17   | 1.25 |
| 2011       | MIL        | 28   | 28   | 0    | 0    | 16   | 6    | 0    | 0    | .727  | 171.2  | 161    | 19       | 45   | 0    | 4      | 201  | 82   | 73     | 3.83   | 1.20 |
| 2012       | MIL        | 21   | 21   | 0    | 0    | 9    | 3    | 0    | 0    | .750  | 123.0  | 120    | 7        | 28   | 0    | 0      | 122  | 49   | 47     | 3.44   | 1.20 |
| 2012       | LAA        | 13   | 13   | 0    | 0    | 6    | 2    | 0    | 0    | .750  | 89.1   | 80     | 11       | 26   | 0    | 2      | 78   | 35   | 35     | 3.53   | 1.19 |
| '12計      | LAA        | 34   | 34   | 0    | 0    | 15   | 5    | 0    | 0    | .750  | 212.1  | 200    | 18       | 54   | 0    | 2      | 200  | 84   | 82     | 3.48   | 1.20 |
| 2013       | LAD        | 28   | 28   | 1    | 1    | 15   | 4    | 0    | 0    | .789  | 177.2  | 152    | 13       | 46   | 1    | 7      | 148  | 54   | 52     | 2.63   | 1.11 |
| 2014       | LAD        | 32   | 32   | 0    | 0    | 17   | 8    | 0    | 0    | .680  | 202.1  | 190    | 19       | 43   | 3    | 2      | 207  | 69   | 61     | 2.71   | 1.15 |
| 2015       | LAD        | 32   | 32   | 1    | 0    | 19   | 3    | 0    | 0    | .864  | 222.2  | 148    | 14       | 40   | 1    | 5      | 200  | 43   | 41     | 1.66   | 0.84 |
| 2016       | ARI        | 26   | 26   | 1    | 1    | 13   | 7    | 0    | 0    | .650  | 158.2  | 161    | 23       | 41   | 3    | 0      | 134  | 80   | 77     | 4.37   | 1.27 |
| 2017       | ARI        | 32   | 32   | 1    | 0    | 17   | 7    | 0    | 0    | .708  | 202.1  | 172    | 25       | 45   | 0    | 0      | 215  | 80   | 72     | 3.20   | 1.07 |
| 通算：14年 | 通算：14年 | 422  | 381  | 16   | 5    | 172  | 107  | 1    | 12   | .616  | 2455.2 | 2305   | 243      | 594  | 20   | 59     | 2236 | 1001 | 928    | 3.40   | 1.18 |

## 外部鏈接
- 球員資訊和成績在MLB，ESPN，Baseball-Reference，Fangraphs，The Baseball Cube（英文）

| 獎項               | 獎項                           | 獎項                     |
| ------------------ | ------------------------------ | ------------------------ |
| 前任： 喬恩·萊斯特 | 美國聯盟月最佳投手獎 2009年4月 | 繼任： 賈斯丁·韋蘭德     |
| 前任： 克里夫·李   | 美國聯盟賽揚獎 2009年          | 繼任： 費利克斯·赫南德茲 |